# Сент-Этьенский трамвай
Сент-Этьенский трамвай - трамвай в городе Сент-Этьен, Овернь-Рона-Альпы, Франция.

## Описание
Вид общественного транспорта. колея 1000 мм, 16 км, 41 остановка.

## История
Система трамвая
- 1881 - первая конная линия.
- 1907 - первая электрическая линия.
- 1956 - закрытие последней конной линии.

## Маршруты
- Т1-
- Т2-
- Т3-

## Подвижной состав
Список бортовых номеров вагонов трамвая
Новые трамваи Urbos, 16 штук, начали поступать в город в 2016 году

## Память
16 июня 1993 года в городе открыт Музей городского транспорта Сент-Этьена и его региона, где хранятся вагоны подвижного состава трамвая и автобусов.
- Официальный сайт https://www.musee-transports42.fr/